# Горноречен регион
Горноречна област (на английски: Upper River Division) е една от областите на Гамбия. Разположена е в най-източната част на страната. На територията на областта е горното течение на река Гамбия, която минава през областта. Граничи със Сенегал. Площта ѝ е 2070 квадратни километра, а населението е 237 220 души (по преброяване от април 2013 г.). Столицата на областта е град Басе. Горноречната област е разделена на 4 общини.